# SK Kotlářka
SK Kotlářka je pražský sportovní klub zaměřený především na výchovu mládeže. Klub je registrován jako občanské sdružení a sdružuje celkem 4 oddíly. Působí na Stadionu mládeže v Praze - Dejvicích.

## Historické názvy
- TJ DDM Kotlářka
- SK Kotlářka

## Oddíly
- atletika
- orientační běh
- softball a baseball
- stolní tenis